# Тороне (Л'Аквила)
Тороне (итал. Torrone) је насеље у Италији у округу Л'Аквила, региону Абруцо.
Према процени из 2011. у насељу је живело 150 становника. Насеље се налази на надморској висини од 423 м.